# Carsten Birk
Carsten Birk (* 1. Oktober 1977 in Völklingen) ist ein deutscher Fußballspieler, der zuletzt bei der SV Elversberg 07 in der Regionalliga West unter Vertrag stand.
Birk begann seine Profifußballerkarriere beim 1. FC Saarbrücken. Von da aus wechselte er zum Karlsruher SC, mit dem er im Jahr 2001 in die 2. Bundesliga aufstieg. Im Jahr 2002 ging er zur SpVgg Greuther Fürth, ehe er 2005 zur SV Elversberg 07 in die Regionalliga Süd wechselte. Im Jahr 2009 schloss er sich dem SV Röchling Völklingen an, bevor er seine Laufbahn bei seinem Heimatklub SF Hostenbach beendete.
Der Verteidiger spielte 71 Spiele in der 2. Bundesliga (5 Tore), 92 Spiele in der Regionalliga Süd (10 Tore) und 15 Spiele in der Regionalliga West.